# Panini (песня)
«Panini» — песня американского рэпера и певца Lil Nas X с его дебютного мини-альбома 7 (2019). Она была выпущена в качестве второго сингла мини-альбома на лейбле Columbia Records 20 июня 2019 года. «Panini» был написан Дэвидом Байралом, Дензелом Баптисте, Куртом Кобейном, Монтеро Ламаром Хиллом и Оладипо Омишором и спродюсирован Take a Daytrip.

## История
«Panini» был выпущен на лейбле Columbia Records в качестве второго сингла Lil Nas X 20 июня 2019 года, за день до выпуска 7. Многочисленные музыкальные издания писали, что припев песни содержит интерполяцию «In Bloom», записанную в 1991 году группой Nirvana и написанную фронтменом Куртом Кобейном.

## Чарты

### Оригинальная версия

#### Недельные чарты
| Чарт (2019)                                | Высшая позиция |
| ------------------------------------------ | -------------- |
| Австралия (ARIA)                           | 15             |
| Австрия (Ö3 Austria Top 40)                | 55             |
| Бельгия/Фландрия (Ultratop 50)             | 38             |
| Бельгия/Валлония (Ultratip Bubbling Under) | 4              |
| Канада (Canadian Hot 100)                  | 8              |
| Чехия (Singles Digitál Top 100)            | 26             |
| Дания (Tracklisten)                        | 28             |
| Эстония (Eesti Ekspress)                   | 11             |
| Франция (SNEP)                             | 93             |
| Германия (GfK)                             | 85             |
| Греция (IFPI Greece)                       | 6              |
| Венгрия (Stream Top 40)                    | 11             |
| Исландия (Tonlist)                         | 28             |
| Ирландия (IRMA)                            | 18             |
| Латвия (LAIPA)                             | 7              |
| Литва (AGATA)                              | 8              |
| Нидерланды (Single Top 100)                | 45             |
| Новая Зеландия (Recorded Music NZ)         | 14             |
| Норвегия (VG-lista)                        | 26             |
| Португалия (AFP)                           | 23             |
| Румыния (Airplay 100)                      | 74             |
| Шотландия (OCC Scotland)                   | 66             |
| Сингапур (RIAS)                            | 21             |
| Словакия (Singles Digitál Top 100)         | 12             |
| Швеция (Sverigetopplistan)                 | 42             |
| Швейцария (Schweizer Hitparade)            | 41             |
| Великобритания (OCC UK Singles)            | 21             |
| США Billboard Hot 100                      | 5              |
| США Dance/Mix Show Airplay (Billboard)     | 25             |
| США Hot R&B/Hip-Hop Songs (Billboard)      | 2              |
| США Mainstream Top 40 (Billboard)          | 11             |
| США Rhythmic (Billboard)                   | 1              |
| США Rolling Stone Top 100                  | 2              |

#### Годовые чарты
| Чарт (2019)                           | Позиция |
| ------------------------------------- | ------- |
| Канада (Canadian Hot 100)             | 40      |
| США Billboard Hot 100                 | 40      |
| США Hot R&B/Hip-Hop Songs (Billboard) | 20      |
| США Rhythmic (Billboard)              | 28      |

### Ремикс DaBaby
| Чарт (2019)           | Высшая позиция |
| --------------------- | -------------- |
| Новая Зеландия (RMNZ) | 14             |

## Сертификации
| Регион | Сертификация  | Продажи   |
| --- | ------------- | --------- |
| Австралия (ARIA) | 2× Платиновый | 140 000   |
| Бельгия (BEA) | Золотой       | 20 000    |
| Новая Зеландия (RMNZ) | Золотой       | 15 000    |
| Польша (ZPAV) | Золотой       | 10 000    |
| Великобритания (BPI) | Платиновый    | 600 000   |
| США (RIAA) | 2× Платиновый | 2 000 000 |
| * Данные о продажах приведены только на основе сертификации. · ^ Данные о тиражах приведены только на основе сертификации. · Данные о продажах + прослушиваниях приведены только на основе сертификации. |               |           |

## История релиза
| Регион    | Дата           | Формат                        | Лейбл    | Ист.   |
| --------- | -------------- | ----------------------------- | -------- | ------ |
| Различный | 20 июня 2019   | Цифровая дистрибуция стриминг | Columbia | [ 3 ]  |
| США       | 2 июля 2019    | Rhythmic contemporary         | Columbia | [ 53 ] |
| США       | 9 июля 2019    | Contemporary hit radio        | Columbia | [ 54 ] |
| США       | 7 октября 2019 | Hot adult contemporary        | Columbia | [ 55 ] |